# Astrid, dragostea mea
Astrid, dragostea mea (titlul original: în germană Asta, mein Engelchen) este un film de comedie est-germanan, realizat în 1981 de regizorul Roland Oehme, protagoniști fiind actorii Erwin Geschonneck și Annemone Haase.

## Rezumat
Bătrânul nebun după filme, Otto Gratzick, lucrează ca portar la studiourile DEFA. Cea mai mare pasiune a vieții sale este starleta de film mut, Asta Nielsen. Mereu și mereu, el vede filmele ei în cinematograf și caută prin anunțuri la ziar, o femeie care să seamene cu Asta. El însuși seamănă cu actorul Hermann Gschwindner care tocmai a avut un accident cu puțin timp înainte de sfârșitul turnării actualului său film.
Regizorul caută așadar o dublură pentru el și dă peste Otto, care își asumă sarcina cu plăcere. În rolul lui Gschwindner, îi face acum curte lui Astrid, care în ochii lui seamănă cu Asta și cu care nu a avut succes ca Otto Gratzick. Cei doi se simpatizează și rămân împreună chiar și atunci când confuzia devine evidentă.

## Distribuție
- Erwin Geschonneck – Otto Gratzick / Hermann Gschwinder
- Annemone Haase – Astrid
- Winfried Glatzeder – Frank Steiner
- Fred Delmare – Meyer-Tassow
- Thomas Neumann – Standesbeamter
- Marita Böhme – dna. Gschwinder
- Angela Brunner – Melanie
- Heidemarie Schneider – Angela
- Jaecki Schwarz – Kühne
- Peter Bause – Marotzke
- Werner Godemann – Tuchmann
- Lutz Stückrath – taximetristul
- Alfred Struwe – conferențiarul
- Gerd Staiger – chelnerul șef
- Ilse Bastubbe – Melissa
- Ragna Greetz – Mario, copilul
- Kurt Böwe – Schorsch
- și Asta Nielsen în imaginile de filme vechi